# Čertův kámen (Zahrádka)
Čertův kámen je žulový útvar, který se nachází v lesíku asi 300 metrů východně od vsi Zahrádka u Nalžovských Hor.
Jeho zvláštností je údajný otisk zad čerta, který podle pověsti nesl tento kámen, aby ho shodil na kostel v Nicově. Nestihl to však do svítání, a když zakokrhal kohout, kámen zde upustil a zmizel v pekle.